# 探偵 神宮寺三郎 Early days 疾走の街
『探偵 神宮寺三郎 Early days 疾走の街』（たんていじんぐうじさぶろう アーリーデイズ しっそうのまち）は、蕪木統文の小説。
アークシステムワークスが発売したアドベンチャーゲーム、探偵 神宮寺三郎シリーズの世界観を用いた外伝作品である。

## 概要
探偵 神宮寺三郎シリーズの主人公である神宮寺三郎の高校生時代を描いた、前日譚作品。
それまでのシリーズで語られなかった三郎の母と兄弟、新宿歌舞伎町にある事務所や特徴であるタバコの銘柄マルボロなどの設定が明かされる。
当時、シリーズの裏設定などはかなりの量があったが、三郎が高校時代のものは無く、本作が出版されるにあたり新作されている。
同じく三郎の過去を描く2018年発売の『ダイダロス：ジ・アウェイクニング・オブ・ゴールデンジャズ』とは設定に差異が見られるが、本作品は正式設定である。
また本作は従来のシリーズとは違い、内容は本格ミステリーではない。

## あらすじ
私立緑搖学園高等部に通う神宮寺三郎は常に無力感を抱えていた。帰国子女でもあり周囲に馴染めず、気軽に話せる人間は同級生だが不良でダブリの恩田比呂志と、熱心に部活の勧誘をしてくる笹木音望子のみ。
ある日、入院していた次兄の容態が悪化したと連絡が入る。治療には骨髄移植が必要で、兄弟ならドナーとしての確率が格段に上がるが、18歳未満の自分ではドナー登録さえ出来ない。そこで三郎は比呂志のツテを頼って偽造屋アニタ・ムイに偽造免許書作成を依頼する。
しかしその直後、アニタがヤクザの開座組に拉致され失踪。三郎たちは比呂志の監視役で私立探偵でもある楡畑雄三を味方に引き入れ、彼女の捜索と救出を試みるのだった。

## 登場人物
神宮寺三郎
本作の主人公。私立緑搖学園高等部一年。神宮寺コンツェルン総裁を父に持つ御曹司。中学時代に2年間スイス留学していた帰国子女。偉大な父と長兄への反発や祖父の死、そして母と次兄の病気などから無力感を常に抱えている。無趣味で友人も少ない。
次兄を救うため、骨髄移植のドナーになるべく奔走し、結果的には何も出来ずに終わるが、一連の事件を経て役割とは何かを考えるようになる。
恩田比呂志
私立緑搖学園高等部一年。三郎とは同級生だがダブリで年齢は1つ上。体格が良く180センチ近くの長身。長髪で白いバンダナを巻いている。顎と眉と瞳が鋭い。かつて防衛庁長官で与党の代議士だった父を持ち、母は比呂志が幼少の頃に亡くなっている。授業サボりの常連で、ケンカや偽造免許でのバイク運転など問題児。三郎との出会いもケンカから始まったが、無二の友となる。マンションの最上階に1人で暮らしており、人妻と不倫している。「世界に花を咲かせましょう」が口癖。愛車はFZR1000。
後に、サウザンドと名乗る国際テロリストになっていることが示唆された。
笹木音望子
本作のヒロイン。私立緑搖学園高等部一年。スレンダーな長身に、ショートヘアで卵形の顔、気品のある鼻筋と切れ長の眼が特徴。自分の所属するフリークライミング部存続のために三郎を幾度となく勧誘する。三郎が不振な行動の末にストリップ劇場に入るのを尾行して以来、意識し始め、事件に関わっていく。勘の良さと洞察力でアニタ救出への重要な突破口を開き、三郎が諦めていた偽造免許証を偶然持っているなど、意外な活躍を見せる。
性格は一本気で積極的だが、好きな人に尽くす一面もある。劇中では三郎に勝手に恋し勝手に失恋していった。
アニタ・ムイ
本作のヒロイン。歌舞伎町に仕事場を構える書類偽造屋。香港出身。ウェーブのかかった黒髪で銀のピアスをしている。丸顔だが頬骨が高く瞳と顎のラインが鋭い。厚めの唇でハスキーボイス。約180センチの高身長に、かなりの巨乳であり、ワークシャツの胸元を大きく開いている。ヘビースモーカーでマルボロを吸う。マンタを仲介役とし、客と直接的な取引はしないなどビジネスライクな性格だが、心を許す相手とは義兄弟の契りを結ぶなど情の深さはある。
三郎の依頼を引き受けた後、開座に拉致監禁され拷問の末ドラッグを打たれるが、満身創痍の状態でも一切諦めず脱出を図る女傑。護身用に拳銃のトーラスPT-92をマンタに頼んでおり、その扱いにも長ける。
命を賭けて助けてくれた三郎に対しロマンスを匂わすも、彼が素直で子供過ぎたため姉弟のような関係に着地する。事件後、地元の香港へと三郎を誘い断られるが、誰にも知られていない歌舞伎町の部屋（現在の神宮寺探偵事務所）の名義を譲渡し「いつか会いにきて」と言葉を残し姿を消す。
開座剛志
歌舞伎町を拠点にカイザーコーポレーションズを経営するヤクザ。部下にカイザーと呼ばせている。リーのシマとシノギを奪い、そしてアニタを強引に仲間に引き入れようと誘拐する。元は関東明治組直轄である森組の若頭。森組を乗っ取り現在に至る。
楡畑雄三
中年の私立探偵。比呂志の父親から息子の監視を依頼されている。居眠りや偽装の失敗など仕事は雑だが、それなりに場数を踏んでおり経験そのものは豊富で体力もある。前歯が一本欠けており、古びたカローラに乗っている。アニタ救出の作戦に無理矢理巻き込まれ、当初は三郎らを体よくはぐらかそうとするが、詰めの甘さと自身の失敗から開座組と全面対決になってしまう。事件後の行方は不明。
神宮寺一郎
三郎の兄。神宮司家の長男。神宮寺コンツェルンの副局長で、複数の投資ファンドの執行責任幹部を任されている。学生時代からのエリートで文武両道。年齢は三郎の一回り年上。寡黙ではないが言葉に裏を持たせる話し方をする。三郎には反発されているが、本人は家族思い。
神宮寺二郎
三郎の兄。神宮司家の次男。重症再生不良性貧血に侵されており、飯田橋厚生病院の最上階にある個室で長期入院している。母親に似て肌が白く繊細で芸術品のような美形。女性の看護師にとても人気があり、何かあればたちまち大騒ぎになる。聡明で優しい性格だが、自分の病気に関しては悲観的。物語の中盤で容態が悪化し緊急手術するが、一郎からの骨髄移植により無事成功する。
マンタ
アニタに仕事を回す中国人の仲介屋。太く荒々しい眉でギョロ目のまばらな口髭の中年。尋ねてきた三郎にボバという合言葉を教え、謎の包みを渡す。
熊野参造
新宿淀橋署の刑事。階級は警部補。三郎は出会った際、紳士的な態度や顔に刻まれた皺を見て「祖父に似ている」と評価した。
水谷寧夫
新宿淀橋署の刑事。熊野の部下で相棒。熊野とは対照的に若く新米。
公安刑事
開座組やアニタを追っていた外事2課の刑事。額に大きな絆創膏を張っている。三郎たちのアニタ救出のタイミングと偶然重なって開座組をガサ入れし銃撃戦となる。凄まじい体力と身体能力を持つ。
総木門
一郎の第一秘書。くっきりとした二重の美貌とタイトミニのスーツを着こなす類稀なる脚線美を持つ女性。常に冷静沈着で分刻みにスケジュールを管理する。
神宮寺京介
三郎の祖父。かつて私立探偵を営んでいたが、本編の前年の暮れ（三郎の中学時代）に亡くなっている。三郎は彼を深く尊敬しており劇中で何度と無く祖父の言葉を思い出している。
神宮寺三郎の両親
父親は神宮寺コンツェルン総裁。母親はスイスにて療養している。
和代
田園調布にある神宮寺家で家事を仕切るメイド。住み込みで働いている。友人宅に宿泊することを「不良の始まり」と反対するなど独自のルールに厳しいが、家柄や権威には弱く、また末っ子の三郎のお願いを秘密裏に叶えるなど甘い部分もある。
久保島医師
血液病に関して国内ベスト3に入るといわれる飯田橋厚生病院に勤める医師。二郎を受け持つ主治医の1人であり、三郎の熱意に負け、免許証を条件にドナー登録を約束する。
リー・チーホン
新宿にシマを持つ中国マフィア。中国雑技団並みの身体能力がある。開座にシノギごとシマを売るよう持ち掛けられる。
チェリー
リーの恋人であり、アニタの義妹。アニタは妹妹（メイメイ）と呼び可愛がっていた。